# Interpretación jurídica
La interpretación jurídica (o del derecho) es una actividad que consiste en establecer el significado o alcance de las normas jurídicas y de los demás estándares que es posible encontrar en todo ordenamiento jurídico y que no son normas, como por ejemplo, los principios. En consecuencia, hablar de interpretación del derecho es igual a referirse a una actividad que comprende a todas las normas jurídicas, y no únicamente a las normas legales que produce el órgano legislativo. De ahí que la interpretación de la ley sea una especie de interpretación jurídica.

## Modalidades de interpretación
De partida, la interpretación de un orden jurídico puede asumir una de estas dos modalidades: puede ser auténtica o no auténtica.
La interpretación es la actividad que tiene lugar cuando el lenguaje en que se expresa el derecho (Constitución, ley, etc.) es interpretado por los órganos encargados de su creación a fin de crear los materiales jurídicos que los completen. Esto es lo que se conoce como interpretación auténtica. En otras palabras, en esta clase de interpretación el mismo órgano que se encarga de crear la norma jurídica va a determinar su alcance o sentido. La interpretación auténtica se realiza sobre una "norma genérica".
En el caso de aplicación del Derecho, el órgano que aplica la norma al caso concreto también realiza una interpretación, caso de una decisión administrativa tratándose de una autoridad o una sentencia en el caso de un tribunal.
En contraste, la interpretación no auténtica es aquella realizada por personas u órganos que no tienen la posibilidad de aplicar el Derecho que interpreta. Aquí, nuevamente es posible hacer una distinción entre la interpretación que llevan a cabo los juristas, a quienes corresponde solamente identificar y describir el Derecho con fines de conocimiento o difusión (doctrina); y la que realizan los propios sujetos normativos, que pueden establecer el significado de las normas jurídicas que regulan su comportamiento.

## Objeto de la interpretación jurídica
El objeto de la interpretación del Derecho, como se dijo anteriormente, es el mismo Derecho, o, si se prefiere, las normas jurídicas y otros estándares como los principios generales del Derecho. Como, a su vez, las normas jurídicas reconocen múltiples fuentes, la interpretación del Derecho reconoce múltiples especies:
- Interpretación de la ley
- Interpretación de contratos
- Interpretación del tratado internacional
- Interpretación de la sentencia
- Interpretación auténtica

La interpretación de la ley es la operación que consiste en establecer algún sentido de las normas jurídicas que forman el derecho legislado. Se trata de un tipo de interpretación jurídica.

## Interpretación de la ley

### Clasificaciones de la interpretación de la ley
En cuanto a las clasificaciones más frecuentes de la interpretación de la ley, ellas se hacen desde el punto de vista del agente que la lleva a cabo, desde el punto de vista del resultado a que conduce, y desde el punto de vista de si la actividad interpretativa se encuentra o no reglada por el ordenamiento jurídico.
1. En atención al agente que la lleva a cabo, es posible distinguir entre interpretación pública e interpretación privada. 
La interpretación pública se clasifica en interpretación legal, judicial y administrativa.
En cuanto a la interpretación privada, se trata de la que realizan los propios sujetos de derecho, los juristas y las que llevan a cabo los abogados en su condición de expertos en derecho.
2. Desde la perspectiva del resultado a que conduce, la interpretación legal se clasifica en estricta, extensiva y restrictiva.
Interpretación estricta es aquella que conduce a la conclusión de que el texto legal debe ser interpretado únicamente a los casos que él expresamente menciona, sin extenderse a más casos de los que este contempla ni restringirse a menos de los señalados por el legislador.
Interpretación extensiva, en cambio, es la que como resultado de la misma se concluye que la ley debe aplicarse a más casos o situaciones de los que esta expresamente menciona.
Interpretación restrictiva, por último, es aquella en cuya virtud se desprende que la ley objeto de interpretación debe aplicarse a menos situaciones de las que ella menciona expresamente.
3. La última clasificación de la interpretación legal es la que distingue entre interpretación reglada y no reglada.
Interpretación reglada es aquella que en cuanto al método que debe seguir el intérprete para establecer el o los significados de las normas legales interpretadas se encuentra normado por el respectivo ordenamiento jurídico.
Interpretación no reglada, en contraste, es aquella que no se encuentra regulada por el ordenamiento, de modo tal que el intérprete puede atribuir el significado a la norma legal de una manera más libre que en la anterior.

### Elementos de la interpretación de la ley
Elementos de interpretación de la ley son los medios de que dispone el intérprete para establecer el o los posibles sentidos y alcances de la ley interpretada. Estos medios son comúnmente aceptados por la doctrina y en ocasiones consagrados expresamente por los propios ordenamientos jurídicos. Estos elementos son el elemento gramatical, el histórico, el lógico, el sistemático y el teleológico.
1. El elemento gramatical o elemento literal es aquel que permite establecer el o los sentidos y alcances de la ley haciendo uso del tenor de las propias palabras de la ley, es decir, al significado de los términos y frases de que se valió el legislador para expresar y comunicar su pensamiento. Este método interpretativo parte del supuesto que la voluntad e intención del legislador está impregnada en la ley; y como la ley está escriturada, entonces la mejor manera de descifrar la verdadera intención legislativa es a través de las palabras de que hace éste.
2. El elemento histórico permite interpretar el derecho legislado aludiendo para ello a la historia del texto legal que se trata de interpretar. Esta historia se ve reflejada en cada una de las historias o etapas del proceso de formación de la ley.
3. El elemento sociológico es el que debe atenderse al interpretar las normas, a la "realidad social del tiempo en que han de ser aplicadas". Si una norma nacida en un contexto histórico determinado se debe aplicar en un tiempo diferente, puede producir un resultado indeseable si el cambio de las circunstancias es lo suficientemente sensible. No basta con saber por qué y para qué se dictó la norma en concreto, sino también si las nuevas circunstancias reinantes consienten o no que permanezca invariado el sentido original.
4. El elemento sistemático permite interpretar la ley atendiendo a las conexiones de la misma con la totalidad del ordenamiento jurídico del cual forma parte, incluidos los principios generales del derecho. Se trata de considerar la norma jurídica, no como un enunciado aislado, sino como una parte de un conjunto más amplio que le proporciona sentido, fundamento y coherencia.
5. El elemento teleológico, por último, es aquel que permite establecer el sentido o alcance de un precepto legal atendiendo al fin de esta, es decir, a los determinados objetivos que se buscó conseguir mediante su establecimiento.

## Regulación por países

### ChileChile
En Chile, el Código Civil contempla normas sobre interpretación de la ley en los artículos 19 al 24.

### PerúPerú
En Perú, los métodos de interpretación del acto jurídico se regulan, con carácter general, en los artículos 168 al 170 del Código civil.
Con respecto a las normas del Procedimiento Administrativo éstas se interpretan conforme a los principios contemplados en el artículo IV de la Ley N.º 27444 "Ley del Procedimiento Administrativo General", así como los artículos V, VI y VII de la citada norma. Los artículos mencionados consagran la interpretación sistemática por integración del derecho administrativo peruano.

### UruguayUruguay
En Uruguay, la interpretación de la ley se contempla en el Código Civil, en los artículos 11 al 15 y del 17 al 20.

17. Cuando el sentido de la ley es claro, no se desatenderá su tenor literal, a pretexto de consultar su espíritu. 
Pero bien se puede, para interpretar una expresión oscura de la ley, recurrir a su intención o espíritu,
claramente manifestados en ella misma o en la historia fidedigna de su sanción.

18. Las palabras de la ley se entenderán en su sentido natural y obvio, según el uso general de las mismas palabras; pero cuando el legislador las haya definido expresamente para ciertas materias, se les dará en éstas su significado legal.

19. Las palabras técnicas de toda ciencia o arte se tomarán en el sentido que les den los que profesan la misma ciencia o arte; a menos que aparezca claramente que se han tomado en sentido diverso.

También debe tomarse en cuenta la interpretación jurídica establecida por el Código General del Proceso en su artículo 14 en materia procesal:

Artículo 14. Interpretación de las normas procesales.- Para interpretar la norma procesal, el tribunal deberá tener en cuenta que el fin del proceso es la efectividad de los derechos sustanciales.
En caso de duda se deberá recurrir a las normas generales teniendo presente los principios generales de derecho y especiales del proceso y la necesidad de preservar las garantías constitucionales del debido proceso y de la defensa en el mismo.